# Безулька
Безу́лька — річка в Україні, у Косівському районі Івано-Франківської області. Ліва притока Рибниці (басейн Дунаю).

## Опис
Довжина річки приблизно 9 км. Формується з багатьох безіменних струмків.

## Розташування
Бере початок на північно-західних схилах хребта Ігрець. Тече переважно на північний схід через присілок Снідавки і в селі Яворів впадає у річку Рибницю, праву притоку Пруту. 
Річку перетинає автомобільна дорога Р24.